# توم شيرمان (سياسي)
توم شيرمان (بالإنجليزية: Tom Sherman)‏ هو سياسي أمريكي، ولد في 31 أكتوبر 1957. انتخب عضو مجلس ولاية نيوهامبشير.